# سباركل
SPARQL (تلفظ سباركل ) هي لغة استعلام RDF، وهي اختصار عودي لـ SPARQL Protocol and RDF Query Language (بروتوكول سباركل ولغة استعلام RDF).

## تاريخ
- التاريخ الأولي للإصدار: تم إصدار SPARQL لأول مرة في عام 2008، وذلك من قبل "رابطة الشبكة العالمية" (World Wide Web Consortium - W3C).
- منذ الإصدار الأول، شهدت لغة SPARQL عدة تحديثات وإصدارات جديدة، حيث تم تطوير اللغة لتلبية احتياجات المستخدمين وتوسيع إمكانيات الاستعلام.
- ونظرًا لكفاءتها في استعلام البيانات المتصلة والبيانات الرباعية (RDF)، أصبحت SPARQL شائعة في عدة مجالات بما في ذلك الويب الدلالي وقواعد البيانات المتصلة.
- الاستخدام الحالي: تظل SPARQL لغة هامة في مجال استعلام البيانات المتصلة، ويستخدمها المطورون والباحثون لاستعلام واستخراج المعلومات من مجموعات البيانات الكبيرة.

## المنافع
تسمح لغة استعلام سباركل للمستخدمين بكتابة استعلامات عمومية غير مبهمة. على سبيل المثال، الاستعلام التالي يعيد الاسم والبريد الإلكتروني العائدين لكل إنسان في العالم:
```
PREFIX
 
foaf
:
 
<
http
:
//
xmlns
.
com
/
foaf
/
0
.
1
/>

SELECT
 
?
name
 
?
email

WHERE
 
{

  
?
person
 
a
 
foaf
:
Person
.

  
?
person
 
foaf
:
name
 
?
name
.

  
?
person
 
foaf
:
mbox
 
?
email
.

}

```

وذلك بافتراض أن الأنطولوجيات تتقارب في استخدامها لوصف شخص ما إلى أنطولوجية FOAF. هذا المثال يوضح رؤية الوب الدلالي لمعاملة الوب كقاعدة بيانات واحدة ضخمة. لاحظ أيضاً أن هذه العمومية غير المبهمة تعود إلى حقيقة أن كل دلال identifier في سباركل، معرف الموارد الموحد، هو غير مبهم عمومياً، على عكس دلال مثل "email" أو "e-mail" المستخدمة في لغة إس كيو إل.